# Терновка (приток Ташлы)
Терновка — река в России, протекает в Ставропольском крае. Устье реки находится в 5,8 км по правому берегу реки Ташла. Длина реки составляет 36 км.

## Данные водного реестра
По данным государственного водного реестра России относится к Донскому бассейновому округу, водохозяйственный участок реки — Егорлык от Новотроицкого гидроузла и до устья, речной подбассейн реки — бассейн притоков Дона ниже впадения Северского Донца. Речной бассейн реки — Дон (российская часть бассейна).
Код объекта в государственном водном реестре — 05010500612107000016959.